# Маргарита де Бомон, 7-я графиня Уорик
Маргарет (Маргарита) де Бомон (англ. Margaret de Beaumont), также известная как Маргарет де Ньюбург (англ. Margaret de Newburg; ум. 3 июня 1253) — 7-я графиня Уорик с 1242, дочь Генриха де Бомона, 5-го графа Уорик, и Филиппы Бассет.

## Биография
О биографии Маргарет известно не очень много. После смерти в июне 1242 года своего бездетного брата, Томаса де Бомона, 6-го графа Уорика, его владения и титул унаследовала Маргарита. Вскоре её первый муж, Джон Маршал, умер, после чего она вышла замуж вторично — за Джона дю Плесси. Джон пользовался расположением короля Англии Генриха III, вследствие чего был 7 марта 1247 года утверждён как граф Уорик.
Брак оказался бездетным. Маргарет умерла 3 июня 1253 года. Однако и после её смерти Джон дю Плесси сохранил титул графа Уорика. Только после его смерти в 1263 году титул перешёл к Уильяму Модиту, сыну Алисы де Бомон, сводной сестры отца Маргарет, Генриха де Бомона.

## Браки
- 1-й муж: ранее 23 августа 1242 года Джон Маршал IV (умер 3 октября/23 октября 1242), маршал Ирландии;
- 2-й муж: ранее 14 сентября 1243 года Джон дю Плесси (умер 25 февраля 1263), граф Уорик по праву жены.

Детей от обоих браков не было.